# فلسفة القرن العشرين

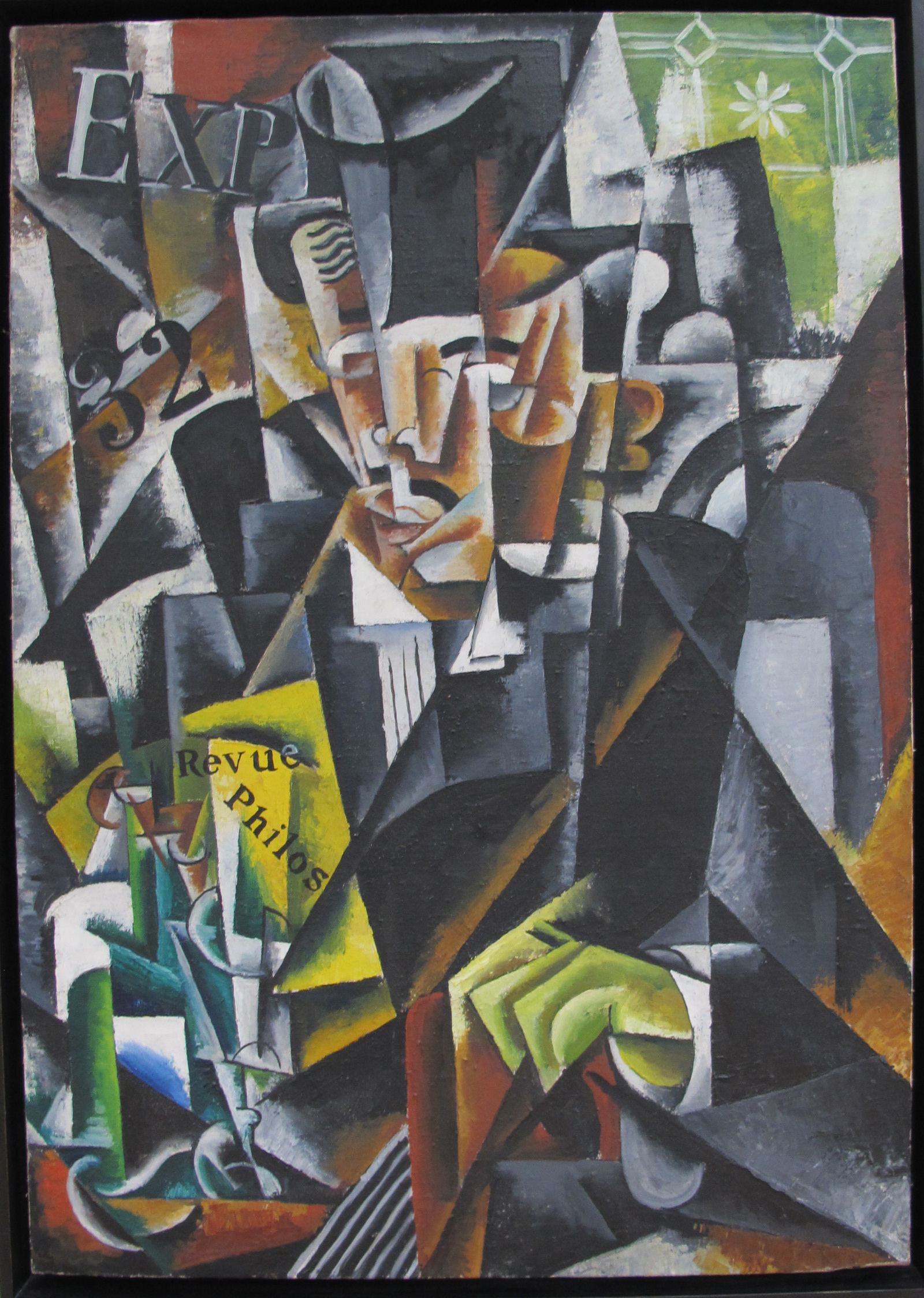

شهدت فلسفة القرن العشرين تطور عدد من المدارس الفلسفية الجديدة من بينها الوضعانية المنطقية، والفلسفة التحليلية، وعلم الظواهر، والوجودية، وما بعد البنيوية. من ناحية تقسيم عصور الفلسفة، يُطلق على تلك الفترة اسم الفلسفة المعاصرة (تلت الفلسفة الحديثة، التي تمتد منذ عصر رينيه ديكارت حتى أواخر القرن التاسع عشر وبدايات القرن العشرين).
مثل العديد من المجالات الأكاديمية الأخرى، أخذت الفلسفة منحى المهنة بشكل متزايد في القرن العشرين، وظهر شرخ بين الفلاسفة المنتمين إلى تياري الفلسفة التحليلية والفلسفة القارية. على أي حال، حصلت نزاعات في ما يتعلق بمصطلحات هذا الانقسام وأسبابه، بالإضافة إلى نزاعات بين الفلاسفة ممن يعتبرون أنفسهم صلة وصل بين القسمين، مثل مؤيدي فلسفة الصيرورة والبراغماتية المحدثة. بالإضافة إلى ذلك، أصبحت الفلسفة في القرن العشرين اصطلاحية بشكل كبير ويصعب على العامة قراءتها.
يُعتبر نشر كتاب أبحاث منطقية (1900-1) لمؤلفه إدموند هوسرل وكتاب مبادئ الرياضيات (1903) لبيرتراند راسل نقطة انطلاق فلسفة القرن العشرين.

## الفلسفة التحليلية
الفلسفة التحليلية هي مصطلح عام يصف نمط الفلسفة الذي كان سائدًا في البلاد الناطقة باللغة الإنجليزية في القرن العشرين. في الولايات المتحدة، والمملكة المتحدة، وكندا، واسكندنافيا، وأستراليا، ونيوزيلندا، تُعرِّف الغالبية العظمى من أقسام الفلسفة في الجامعات بنفسها على أنها أقسام «تحليلية».

### نظرية المعرفة (الإبستيمولوجيا)
زعزع نشر مقالة إدموند غيتير عام 1963 التي تحمل عنوان «هل الاعتقاد الحقيقي المبرر معرفة؟» استقرار نظرية المعرفة في التقاليد الأنجلو أمريكية بشكل كبير. قدمت هذه المقالة أمثلة معارضة للشكل التقليدي للمعرفة الذي يرجع أصله إلى أفلاطون. تشكل عدد كبير من الردود الخاصة بمعضلة غيتير، وحصل معظمها في المخيمات الداخليانية والخارجيانية، وتضمن المخيم الخارجياني أعمال فلاسفة مثل آلفين غولدمان، وفريد دريستك، وديفيد أرمسترونغ، وألفين بلانتينغا.

### الوضعانية المنطقية
الوضعانية المنطقية (وتُعرف أيضًا باسم التجريبية المنطقية، والفلسفة العلمية، والوضعانية الحديثة) هي فلسفة تجمع بين التجريبية -فكرة أن الأدلة القائمة على الملاحظة أساسية للمعرفة- مع صيغة من صيغ العقلانية تتضمن بنى رياضية ولغوية منطقية واستنباطات من نظرية المعرفة. روجت مجموعة تجريبيو فيينا لهذه الفلسفة.

### البراغماتية المحدثة
البراغماتية المحدثة، وتُسمى أحيانًا البراغماتية اللغوية، هي مصطلح فلسفي حديث يشير إلى الفلسفة التي تعيد تقديم العديد من المفاهيم البراغماتية. يُعرف قاموس الفلسفة الغربية بلاكويل (2004) «البراغماتية الحديثة» كالتالي: «هي نسخة لاحقة للحداثة من البراغماتية التي طورها الفيلسوف الأمريكي ريتشارد رورتي وتستوحي أفكارها من مؤلفين مثل جون ديوي، ومارتن هايدغر، وولفريد سيلارز، وويلارد فان أورمان كواين، وجاك دريدا. إنها تنكر فكرة الحقيقة العالمية، والتأسيسية القائمة على نظرية المعرفة، والتجريدية، وفكرة الموضوعية المعرفية. وهي منهج اسمي ينكر أن للأنواع الطبيعية والبنى اللغوية نتائج وجودية حقيقية».

## الفلسفة القارية

### الوجودية
تُعتبر الوجودية عمومًا حركة فلسفية وثقافية تعتبر أنه يجب أن يبدأ التفكير الفلسفي من الفرد وتجارب الفرد نفسه. بالنسبة إلى المفكرين الوجوديين، من الممكن ألا تُرضي الضرورات الدينية والأخلاقية الرغبة بوجود هوية فردية، ويميل الوجوديون المؤمنون والملحدون إلى مقاومة الحركات الدينية السائدة. عرض أب الوجودية، سورين كيركغور، مخاوف الوجوديين من وجهة نظر وجودية مؤمنة بصفته فيلسوفًا مسيحيًا معنيًا بالفهم الفردي للإله والتبعات الناتجة عن الحالة الإنسانية. تستمد حياة الفرد أهميتها من ارتباطها بعشق الإله فقط. من المواضيع المشتركة: الارتياع، والعبثية، والأصالة.